# Эштаррежа
Эштарре́жа (порт. Estarreja; [(ɨ)ʃtɐ'ʁɐiʒɐ]) — город в Португалии, центр одноимённого муниципалитета в составе округа Авейру. Находится в составе крупной городской агломерации Большое Авейру. По старому административному делению входил в провинцию Бейра-Литорал. Входит в экономико-статистический субрегион Байшу-Воуга, который входит в Центральный регион. Численность населения — 7,8 тыс. жителей (город), 28,3 тыс. жителей (муниципалитет). Занимает площадь 108,4 км².
Покровителем города считается Антоний Падуанский.
Праздник города — 13 июня.

## Расположение
Город расположен в 14 км на северо-восток от адм. центра округа города Авейру.
Муниципалитет граничит:
- на севере — муниципалитет Овар
- на северо-востоке — муниципалитет Оливейра-де-Аземейш
- на юго-востоке — муниципалитет Албергария-а-Велья
- на западе — муниципалитет Муртоза

Часть города находится на берегу реки Антуан, получившей название от прежнего названия города — Антуао или Антерао.

## История
Город основан в 1519 году.

## Население
| Численность населения муниципалитета по годам | Численность населения муниципалитета по годам | Численность населения муниципалитета по годам | Численность населения муниципалитета по годам | Численность населения муниципалитета по годам | Численность населения муниципалитета по годам | Численность населения муниципалитета по годам | Численность населения муниципалитета по годам | Численность населения муниципалитета по годам |       |
| --------------------------------------------- | --------------------------------------------- | --------------------------------------------- | --------------------------------------------- | --------------------------------------------- | --------------------------------------------- | --------------------------------------------- | --------------------------------------------- | --------------------------------------------- | ----- |
| 1801                                          | 1849                                          | 1900                                          | 1930                                          | 1960                                          | 1981                                          | 1991                                          | 2001                                          | 2004                                          | 2006  |
| 17075                                         | 26147                                         | 34041                                         | 23397                                         | 25213                                         | 26261                                         | 26742                                         | 28182                                         | 28279                                         | 28332 |

## Состав муниципалитета
В муниципалитет входят следующие районы:
1. Аванка
2. Бедуиду
3. Канелаш
4. Фермелан
5. Пардильо
6. Салреу
7. Вейруш